# 盛訥
盛讷（1537年—1595年），字敏叔，號鳳岡，陕西潼关卫官籍直隶定远县人。明朝政治人物。

## 生平
盛讷中式陝西鄉試第十六名。隆慶五年（1571年）登辛未科二甲第九名進士。选庶吉士，萬曆元年（1573年）五月授翰林院编修，四年六月充会典纂修官，七年八月充经筵展书官，八年充庚辰科会试同考，十一年四月升侍读，十三年七月充会典纂修官，十月直起居注馆、编纂章奏，十四年充丙戌科会试同考，司经局洗马管国子监司业事，十五年十月升右春坊右庶子兼侍读，补充玉牒纂修官，十六年主考顺天乡试，十七年四月充经筵日讲官，八月改任左庶子，十八年任国子监祭酒，十九年二月充经筵讲官，五月改任詹事府少詹事兼翰林院侍读学士，充日讲官，九月掌詹事府印信，仍兼日讲，二十年正月充会试考试官，八月升礼部右侍郎，掌詹事府印信，二十一年七月回部管事，兼官日讲如旧，十二月改官吏部右侍郎，充纂修正史副总裁官。二十二年六月因母丧歸里，以孝闻名。二十三年十月卒，贈禮部尚書。天啟初年，謚文定。《明史》有传。

## 家族
盛讷家族有潼关卫指挥使世职。曾祖父盛珎，指揮同知，封懷遠將軍；祖父盛鼒，都指揮僉事，封昭勇將軍；父盛德，指揮使，征讨洛南盗贼时战死，封昭勇將軍。前母彭氏（贈淑人）；母劉氏（封淑人）。慈侍下。兄愈謙，參将；盛讓，武舉人。弟盛論。
子盛以弘为万历二十六年（1598年）进士，累官礼部尚书。有明一代，有卫所世职而凭科举显贵者，仅有盛讷、盛以弘父子而已。